# Katarzyna Mazurek
Katarzyna Mazurek (ur. 1981) – polski kapitan marynarki wojennej, dowódca okrętu ORP „Lublin”.

## Życiorys
Pochodzi z Warszawy. Ukończyła studia na Akademię Marynarki Wojennej w Gdyni. W trakcie swojej służby była między innymi dowódcą działu na okręcie, zastępcą dowódcy okrętu, a także oficerem flagowym. W listopadzie 2016 została pierwszą kobietą w historii polskiej wojskowości, która  objęła dowodzenie okrętem Marynarki Wojennej. 30 listopada 2016 w porcie 8. Flotylli Obrony Wybrzeża w Świnoujściu odbyła się uroczystość objęcia dowództwa nad okrętem ORP „Lublin” przez kapitan Katarzynę Mazurek.